# مجمع ماردن الرياضي
مجمَّع ماردن الرِّيَّاضي هو ملعب متعدد الاستخدامات يقع ماردن، جنوب أستراليا. يُستخدم بشكل رئيسي من قِبَل اتحاد أستراليا لكرة القدم ويعد أرضًا للنادي الوطني النسائي أديليد بلو إيجلز. كما تمَّ استخدامه لكأس أوقيانوسيا للأمم 2004 وكأس آسيا للسيدات 2006.
تمَّ تشييد الملعب سنة 2000، وهو يتَّسعُ لستَّة آلاف مقعد.